# 王廷珤
王廷珤（？—？年），字尔玉，陕西巩昌府安定縣人，軍籍。明朝政治人物。

## 生平
正德五年（1510年）庚午科陕西乡试舉人，九年（1514年）甲戌科二甲第一百六名進士，授户部主事，监督京城粮储和商税，以廉洁著称。监湖湘兑运，以时进继，迁员外郎，度支严明。